# Casco di protezione

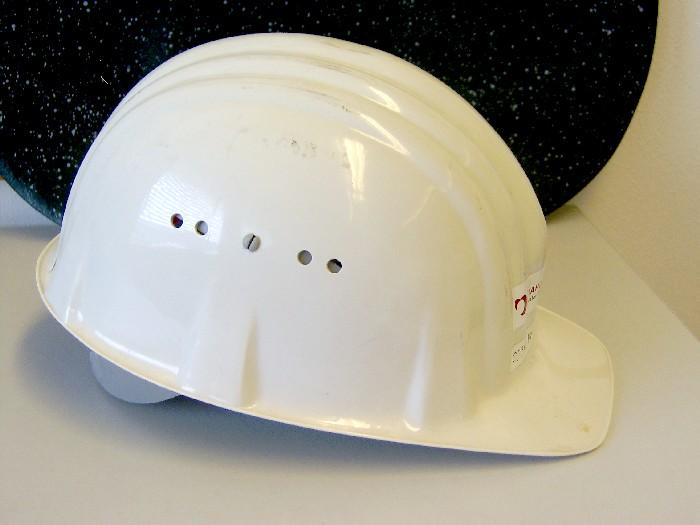
Esempio di casco di sicurezza

Il casco di protezione, anche detto casco protettivo e casco antinfortunistico, o anche solo caschetto, è un dispositivo di protezione individuale atto a proteggere la testa e utilizzato da numerose figure professionali.

## Descrizione
Sebbene la loro forma dipenda dal tipo di operaio al quale sono destinati, i caschi di protezione sono accomunati dal fatto di essere omologati, pratici, leggeri, resistenti, e composti da materiali plastici, tra cui il polietilene ad alta densità, l'acrilonitrile butadiene stirene e la vetroresina. Di norma sono obbligatori quando è necessario proteggere il capo, ad esempio, da eventuali urti di sorta, fonti di energia dannose, agenti atmosferici potenzialmente pericolosi ecc... Affinché il casco svolga idoneamente la sua funzione, è necessario assicurarsi che sia integro; nel caso non risultasse più idoneo o fosse irreparabile, va sostituito.
Tra coloro che adottano il casco di protezione vi sono i pompieri per proteggersi durante gli interventi antincendio, gli operai nei cantieri edili per proteggere il capo da cadute di materiali dall'alto e le forze dell'ordine, in particolare le forze speciali dell'esercito e della polizia. Queste ultime possono essere equipaggiate con un casco di protezione antisommossa; viene usato dalla polizia specialmente negli scontri con civili. Questo tipo di casco ha le caratteristiche di un elmetto che si allunga nella parte posteriore per proteggere il collo e nella parte anteriore ed ha una visiera che protegge il volto contro forti urti.